# Test Ropes
Test Ropes (ang. Ropes test) – próba polegająca na dodaniu do płynu stawowego kwasu octowego. Do 3 ml 5% kwasu octowego dodaje się pięć kropli badanego płynu i po wstrząśnięciu ocenia strąt. Obecność strątu świadczy o obecności kwasu hialuronowego i białka w płynie stawowym. Próbę opisali Marian Ropes i Bauer w 1953 roku.